# ويليام شتاينيتز
ويليام شتاينيتز (بالألمانية: Wilhelm Steinitz)‏ (14 مايو 1836 - 12 أغسطس 1900) لاعب شطرنج وكاتب نمسـاوي (لاحقاً أمريكي)، يعتبـر أول بطـل رسمي للعالم في الشطرنج من 1886 إلى 1894 ، تغلب على جميع الأساليب الهجومية المعروفة آنذاك ولم يخسر مقابلة لمدة 25 سنة، فقد اللقب ضد إيمانويل لاسكر في 1894 وخسر كذلك المقـابلة الثانية ضده في 1896-97 .
أصبح أول بطل للعالم في الشطرنج بعد فوزه على جوهانز زوكيرتور في 1886 بعشرة انتصارات 5 خسارات و 5 تعادلات، أعتبر أفضل لاعبي العالم بعد اعتزال مورفي في 1860 كمـا هزم العديد من اللاعبين المشهورين في عصره مثل أدولف أندرسن (+8 ، -6) ، و جوزيف بلاكبيرن .

## مؤسس الاستراتيجية الحديثة
في 1873 أماط اللثام على أسلوب استراتيجي جديد في اللعب أثبت تفوقه على الأساليب التكتيكية القديمة، ورغم أن أسلوبه هذا وصف «بالجبان» إلا أن شتاينيتز دافع عليه في كتاباته وما عرف ( بحرب الحبر) وبحلول العقد 1880 أصبح أسلوبه مشهورا كثيرا واعترف له أفضل لاعبي الجيل التالي بالفضل في تطوير الشطرنج ومنهم بطل العالم الذي هزمه إيمانويل لاسكر.
تعمق في دراسة نظرية فليدور حول البيادق واعتبر الشطرنج نشاطا يدرس علميا، وأصبح متخصصا في الفوز بالبيادق وتحويل ذلك إلى فوز بالنهاية، وهو القائل بضرورة اتباع خطة في اللعب وتوزيع القطع استراتيجيا تبعا لتلك الخطة، واستغلال نقاط ضعف وضعية الخصم.

## من أقواله
- في بداية اللعب القوى تكون في وضع متوازن واللعب الصحيح من الجانبين يؤدي إلى التعادل وعليه لا يفوز اللاعب إلا بسبب خطأ اقترفه الخصم ( لا وجود لنقلة فوز)
- طالما تم حفظ التوازن، مهما كان الهجوم قويا ومهاريا فالدفاع المناسب سيجبر المهاجم على الانسحاب وفقدان الأفضلية لصالح الخصم.
- لا يجب على اللاعب في بداية اللعب الهجوم بل توزيع قطعه بشكل متوازن وترقب ضعف وضعية الخصم للقيام بهجوم.

## روابط خارجية
- ويليام شتاينيتز على موقع الموسوعة البريطانية (الإنجليزية)
- ويليام شتاينيتز على موقع مباريات الشطرنج (الإنجليزية)
- ويليام شتاينيتز على موقع 365Chess.com (الإنجليزية)
- ويليام شتاينيتز على موقع Chesstempo.com (الإنجليزية)